# Hillringsberg

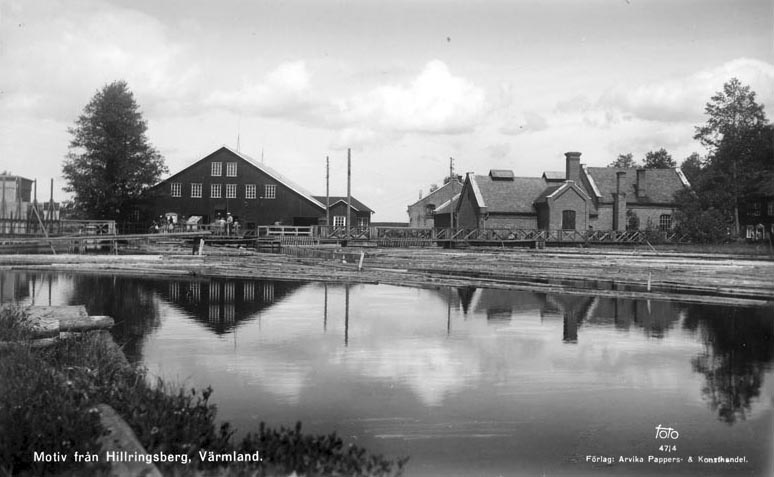
Hillringsbergs sågverk

Hillringsberg är en herrgård och tidigare sågverk beläget vid Glafsfjorden i Glava socken. Herrgården hette tidigare Övre Ås. Orten ligger ca 5 km sydost om Glava. Hillringsberg omtalas som säteri på 1640-talet och fick sitt namn efter majoren Sven Persson, adlad Hildring (d. 1679).

## Industri
Genom tiderna har industriella verksamheter varit knutna till säteriet, bl.a. järnmanufakturverk från och med 1690-talet och senare massaindustri. Till säteriet hörde även betydande skogs- och jordbruksegendomar.
I slutet av 1800-talet köptes Hillringsberg av ett norskt konsortium som startade trämassaproduktion. 1907 köpte Billeruds AB hela egendomen som då bestod av två träsliperier, gjuteri och mek. verkstad, såg och kvarnar.
I februari 1970 avslutades den industriella verksamheten vid Hillringsberg då sågverket brann ner till grunden. Billerud flyttade då all verksamhet till Gruvöns bruk i Grums, och sålde herrgården och jordegendomarna.

## Mordbrand 2021
Herrgården fungerade senare som kurs- och konferensgård till 20 mars 2021, då det separata behandlingshemmet brann ner till grunden. Två månader efter eldsvådan dömdes en 50-årig återfallsförbrytare i Värmlands tingsrätt till rättspsykiatrisk vård med särskild utskrivningsprövning för mordbrand och olaga hot i samband med förstörelsen.